# Ольховая (приток Крынки)
Ольховая — река в Донецкой области Украины. Левый приток Крынки (бассейн реки под названием Миус). На реке расположено Ольховское водохранилище (питьевое водохранилище, природоохранная зона), крупнейшее в бассейне Миуса.

## География
Берёт начало на восточных окраинах города Шахтёрска (район Ольховчик). Впадает в Крынку на северной окраине посёлка Зуевки.

#### Населённые пункты
- город Шахтёрск
- Лобановка
- Зуевка

#### Притоки
- Кленовая (п.)
- Ольховка (п.)

## История
В прежние времена в верховьях имела альтернативное название — Ольховчик, — что нашло отражение в названии восточного района современного города Шахтёрска, где находится исток.